# Gloria Steinem
Gloria Marie Steinem (Toledo, 25 marzo 1934) è una scrittrice, giornalista e attivista statunitense.

## Biografia
Steinem è nata nel 1934 a Toledo, Ohio, figlia di Ruth Nuneviller e Leo Steinem. Sua madre era presbiteriana, principalmente di origine tedesca con alcuni discendenti scozzesi. Suo padre era ebreo, figlio di immigrati del Württemberg, in Germania, e di Radziejów, in Polonia. Sua nonna paterna, Pauline Perlmutter Steinem, era presidente del comitato educativo della National Woman Suffrage Association, delegata al Consiglio internazionale delle donne del 1908 e la prima donna ad essere eletta al Toledo Board of Education, nonché leader nel movimento per l'istruzione professionale. Pauline ha anche salvato molti membri della sua famiglia dall'Olocausto.
Gli Steinem vivevano e viaggiavano in una roulotte, dal momento che Leo Steinem svolgeva il mestiere di venditore ambulante. Prima che Gloria nascesse, sua madre, Ruth, allora di 34 anni, ebbe un "esaurimento nervoso", che la lasciò quasi invalida. È cambiata "da una donna energica, amante del divertimento, amante dei libri" in qualcuno che aveva paura di essere sola, che non poteva aggrapparsi alla realtà abbastanza a lungo da mantenere un lavoro e che raramente poteva concentrarsi abbastanza da leggere un libro". Ruth trascorse lunghi periodi dentro e fuori dagli ospedali per i malati di mente. Steinem aveva 10 anni quando i suoi genitori si separarono nel 1944. Suo padre andò in California per trovare lavoro, mentre lei e sua madre continuarono a vivere insieme a Toledo.
L'impatto di questi eventi ha avuto un effetto formativo sulla sua personalità: mentre suo padre non aveva mai fornito con il suo lavoro molta stabilità finanziaria alla famiglia, la sua lontananza ha aggravato la loro situazione. Anni dopo, Steinem descrisse l'esperienza di sua madre come fondamentale per la sua comprensione delle ingiustizie sociali. Queste prospettive convinsero Steinem che alle donne mancava l'uguaglianza sociale e politica. Steinem ha frequentato la Waite High School di Toledo e la Western High School di Washington, diplomandosi mentre viveva con la sorella maggiore Susanne Steinem Patch. Ha poi frequentato lo Smith College.
Nel 1957, Steinem ha avuto un aborto. La procedura è stata eseguita dal dottor John Sharpe, un medico britannico, quando l'aborto era ancora illegale. Anni dopo, Steinem gli ha dedicato il suo libro di memorie My Life on the Road (2015). Ha scritto: "Il dottor John Sharpe di Londra, che nel 1957, un decennio prima che i medici in Inghilterra potessero legalmente eseguire un aborto per qualsiasi motivo diverso dalla salute della donna, ha assunto il rischio considerevole di praticare un aborto a una ventiduenne americana. Sapendo solo che aveva rotto un fidanzamento a casa, disse: "Devi promettermi due cose. Primo, non dirai a nessuno il mio nome. Secondo, farai quello che vuoi fare della tua vita". 
Alla fine degli anni Cinquanta, Steinem trascorse due anni in India dove lavorò come assistente legale di Mehr Chand Mahajan, allora presidente della Corte suprema dell'India. Dopo essere tornata negli Stati Uniti, è stata direttrice dell'Independent Research Service, un'organizzazione finanziata in segreto da un donatore che si è poi scoperto essere la CIA. Ha lavorato per inviare studenti americani non comunisti al Festival Mondiale della Gioventù del 1959. Nel 1960, fu assunta dalla Warren Publishing come prima impiegata della rivista "Help!".

### Attività giornalistica

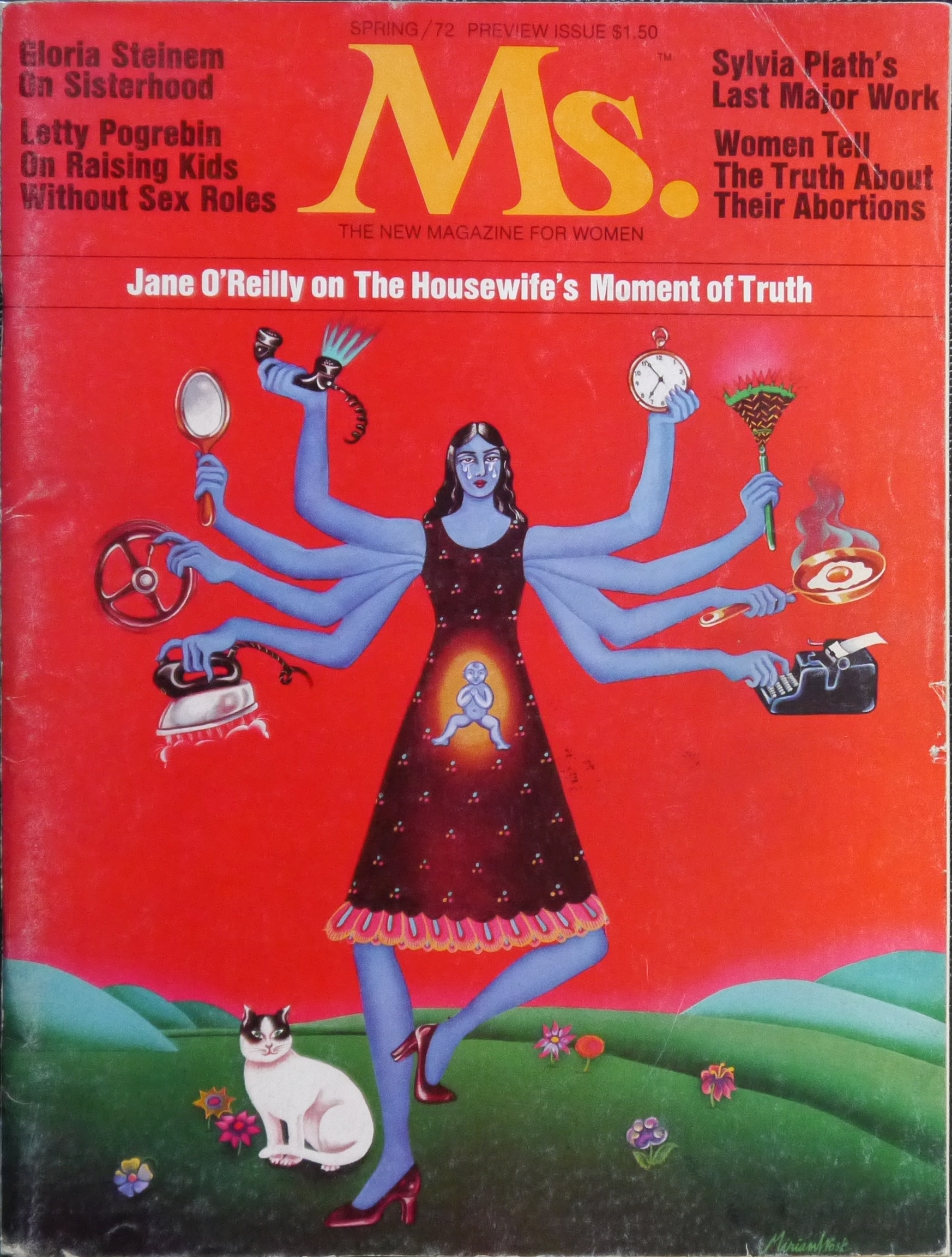
Il primo numero di Ms., realizzato nel 1972

Considerata portavoce e leader del femminismo degli anni sessanta e settanta, Gloria Steinem nel corso della sua vita ha ricevuto molti premi e onorificenze. Ha lavorato per il New York ed è cofondatrice della rivista femminista Ms. (1972).
Nel 1963 Gloria Steinem conseguì una diffusa popolarità tra le femministe per aver fatto pubblicare un diario compilato durante il suo lavoro sotto copertura come "coniglietta" al "Playboy Club". Il diario venne pubblicato in due parti (Part IArchiviato il 18 dicembre 2014 in Internet Archive. e Part IIArchiviato il 24 agosto 2015 in Internet Archive.) tra maggio e giugno nella rivista Show. La sua peculiarità era quella di essere il "racconto di una coniglietta". Steinem affermò che il club stava maltrattando le sue cameriere per ottener un maggior numero di clienti maschi, sfruttando le conigliette di Playboy come simboli di sciovinismo maschile, osservando che il manuale del club istruiva le ragazze sui "modi piacevoli che si possono impiegare per stimolare la vendita di liquori del club" .
A partire dal 1968 Steinem divenne senza alcun dubbio la figura più influente del movimento femminista, sostenitrice dell'aborto legalizzato e dell'aspettativa dal lavoro, che divennero i due obiettivi principali del femminismo. Nel 1969, ha pubblicato un articolo intitolato After Black Power, Women's Liberation che, insieme all'appoggio al diritto all'aborto, le ha dato fama nazionale, divenendo punto di riferimento per il movimento femminista americano.
Il 10 luglio 1971, Steinem, insieme ad altre 300 donne, tra le quali Bella Abzug, Betty Friedan, Shirley Chisholm, e Myrlie Evers-Williams, ha fondato il "Comitato politico nazionale delle donne" (National Women's Political Caucus - NWPC). Come co-fondatrice del comitato, ha pronunciato il discorso "Messaggio alle donne d'America". Nel 2005, insieme a Jane Fonda e a Robin Morgan ha fondato il Women's Media Center, un'organizzazione che ha lo scopo di valorizzare la voce delle donne. Attualmente, continua a svolgere attivismo politico, come commentatrice, scrittrice e organizzatrice di conferenze.

## Vita privata
Il 3 settembre 2000, all'età di 66 anni, Gloria Steinem ha sposato David Bale, padre dell'attore Christian Bale. Il matrimonio è stato celebrato a casa della sua amica Wilma Mankiller, la prima donna capo principale della nazione Cherokee. Steinem e Bale si sono sposati solo tre anni prima che lui morisse di linfoma cerebrale il 30 dicembre 2003, all'età di 62 anni. 
In precedenza, aveva avuto una relazione di quattro anni con l'editore Mortimer Zuckerman.
Commentando l'invecchiamento, Gloria Steinem ha detto che quando si avvicinava ai 60 anni si sentiva come se fosse entrata in una nuova fase della vita, che era libera dalle "richieste di genere" che aveva dovuto affrontare dall'adolescenza in poi. 

## Film

### Film biografico
Nel 2020 viene distribuito il film biografico The Glorias (con la regia di Julie Taymor e l'interpretazione di Julianne Moore) che ripercorre tutta la vita della Steinem.

### Altri film
È apparsa in alcuni cameo nei panni di se stessa nelle serie tv The Good Wife, episodio 3 della sesta stagione e And Just Like That…, episodio 4 della seconda stagione.

## Riconoscimenti
- Richard C. Holbrooke Distinguished Achievement Award del 2015.